# Nhược (nước)
Nhược (tiếng Trung: 鄀; bính âm: Ruò) là một tiểu quốc chư hầu thời kỳ Xuân Thu trong lịch sử Trung Quốc. Nước Nhược nằm ở giữa nước Tần và nước Sở, cuối cùng bị nước Sở thôn tính. Quốc quân nước Nhược mang tước tử.

## Hưng vong
Ban đầu, đô thành nước Nhược nằm ở Thương Mật, Thương Mật cũng được gọi là "Hạ Nhược". Năm 635 TCN, hai nước lớn là nước Tần và đồng minh là nước Tấn liên hiệp đem quân thảo phạt nước Nhược. Song vào lúc này, đối thủ của Tần và Tấn là nước Sở đã đem quân đến cứu trợ nước Nhược. Tuy nhiên, người Thương Mật đã phải đầu hàng quân Tần, còn tướng lĩnh quân Sở thì bị quân Tần bắt giữ. Đến khi quân Tần về nước, người nước Sở không kịp truy kích. Năm 622 TCN, nước Nhược trở nên gần gũi hơn với Tần song vẫn dao động trong vấn đề quan hệ với Sở. Vì thế, nước Tần lại cho quân tấn công đô thành Thương Mật của nước Nhược, lãnh thổ này bị nước Tần chiếm hữu. Trước tình cảnh này, người nước Nhược di chuyển đến khu vực Nghi Thành của tỉnh Hồ Bắc hiện nay, gọi là "Thượng Nhược". Sau khi di cư, nước Nhược trở thành một nước phụ thuộc của nước Sở. Người nước Nhược bị người Sở đồng hóa hoàn toàn, không rõ nước Nhược diệt vong năm nào.

## Di sản
Năm thứ 10 đời Sở Chiêu Vương, tức năm 506 TCN, nước Ngô tấn công đô thành Dĩnh (郢). Trong trận Bá Cử (柏舉之戰) kế tiếp sau đó, nước Sở đã gần như diệt vong. Đến năm sau, Ngô rút quân về nước do bị nước Việt tiến đánh, Sở Chiêu Vương lại về Dĩnh. Đến năm thứ 12 đời Sở Chiêu Vương, tức 504 TCN, quân Ngô lại đánh bại thủy quân Sở, người nước Sở lại đứng trước nỗi lo vong quốc, triều đình Sở chuyển quốc đô từ Dĩnh về đô thành cũ của Nhược trước kia, thuộc khu vực Nghi Thành ngày nay, nhằm lẩn trốn quân tiên phong của Ngô. Do người nước Sở có tập quán gọi đô thành là Dĩnh, nay Nhược lại là đô thành của Sở, vì thế Nhược còn được gọi là Bắc Dĩnh . Không rõ Sở chuyển đô thành về lại Dĩnh vào năm nào, có thuyết nói là vào năm thứ 56 đời Sở Huệ Vương, theo đó thì Nhược là quốc đô của Sở khoảng trên 60 năm.

## Văn bản khắc trên đồ đồng
Trong "Lưỡng Chu kim văn từ đại hệ khảo thích" (两周金文辭典大系考釋), Quách Mạt Nhược đã viết về việc khảo chứng các đồ vật từ nước Nhược. Ông chỉ ra rằng trong các chữ khắc trên đó, "Thượng Nhược" được ghi là "鄀", trong "Hạ Nhược" được ghi là "蠚". Ông thấy có các bản khắc ghi chữ Thượng Nhược (鄀) công và Hạ Nhược (蠚) công.
Kỳ 1 năm 2001 của "Trung Quốc lịch sử văn vật" (中國歷史文物) có đăng tải "Sĩ Sơn Bàn minh văn sơ thích" (士山盤銘文初釋) của Chu Phượng Hãn, giới thiệu về cổ vật Sĩ Sơn Bàn thời Tây Chu ở bảo tàng Quốc gia Trung Quốc, câu chữ khắc trên đó có chữ "Nhược phương", có thể thấy rằng từ thời Tây Chu đã có phương quốc mang tên là "Nhược". Chu Bảo Hoành (周寶宏) đưa ra bằng chứng về việc Nhược phương và Nhược quốc thời Xuân Thu có mối liên hệ với nhau.